# Vicente Aleixandre
Vicente Aleixandre, né le 26 avril 1898 à Séville et mort le 13 décembre 1984  à Madrid, est un poète espagnol de la génération de 27,,.
Il a reçu le Prix national de Poésie en 1934, a été membre de l'Académie royale espagnole sur le siège O à partir de 1949 et a obtenu le Prix Nobel de littérature en 1977,,.

## Biographie
Vicente Pío Marcelino Cirilo Aleixandre y Merlo naît le 26 avril 1898 à Séville, dans la maison de son grand-père. Il grandit à Malaga et dira plus tard se sentir andalou, méditerrané, bien que'ayant vécu tout le reste de sa vie à Madrid.  
Tout en poursuivant des études de droit, il découvre la poésie en 1917 (Rubén Darío, Gustavo Adolfo Bécquer, Antonio Machado... ainsi que les symbolistes français). Sa santé commence à se dégrader en 1922. En 1925, se déclare une néphrite tuberculeuse qui se termine par l'ablation d'un rein. En 1925, il commence à écrire de la poésie. Il publie ses premiers poèmes dans la Revista de Occidente en 1926, fréquentant Cernuda, Altolaguirre, Alberti et García Lorca. Son talent est reconnu rapidement, car il reçoit le prix national de poésie en 1934 pour La destrucción o el amor (es).
Entre 1955 et 1962, il est membre du comité commanditaire de la revue littéraire colombienne Mito, aux côtés de Luis Cardoza y Aragón, Carlos Drummond de Andrade, León de Greiff, Octavio Paz et Alfonso Reyes.
En 1963, il signe une lettre au ministre franquiste Manuel Fraga dans laquelle il sollicite une investigation sur les agressions et les tortures perpétrées à l'encontre des mineurs asturiens et à leurs épouses lors des grèves de 1962-63. La missive est signée par 120 autres intellectuels espagnols. Le ministre répond dans une lettre ouverte à José Bergamín, l'un des signataires, en niant les faits.
À la fin de la Guerre d'Espagne, et malgré ses idées de gauche, Aleixandre ne s'exile pas. Il dira plus tard ne pas regretter son choix, qui lui a permis de partager le sort du peuple espagnol et voir l'histoire de l'intérieur. Il devient un maître pour les jeunes poètes.
En 1977, il reçoit le prix Nobel de littérature. Le poète se dit très surpris, sa candidature a été proposée à quatre reprises,. La consécration révèle son oeuvre aux lecteurs étrangers, car jusqu'alors en France, par exemple, seule la maison d'édition Fédérop de Lyon avait publié en tirage confidentiel la traduction de La destruccion o el amor.  
Vicente Aleixandre meurt dans la nuit du 13 décembre 1984 à Madrid. La maison du poète a été acquise en avril 2024 par la Communauté de Madrid pour être transformée en Maison de la Poésie en 2027. La rue où il habitait dont le nom original était Velingtonia (le nom d'un séquoia californien) a d'ailleurs fini par porter son nom.

## Son œuvre
Son œuvre poétique présente des étapes contrastées. Dans la première, sous l'influence du surréalisme, l'individualisme prime, le ton visionnaire et une espèce de panthéisme amoureux. Sa vision est plus pessimiste avec un langage difficile. Le sommet de cette étape est Sombra del paraíso (Ombres du paradis), qui aborde les problèmes de la condition humaine.
Sa seconde étape commence en 1945 et en elle prévaut le sentiment de la collectivité, caractérisé par une posture d'intégration du poète dans le monde, connu comme son étape humaine. Son style se fait plus sensible, plus accessible. Les deux livres fondamentaux de cette étape sont Historia del corazón et En un vasto dominio.
Il y a une étape finale, dans laquelle on peut considérer une évolution biologique où Aleixandre aperçoit le bout du chemin. Dans cette période, il utilise une voix sereine et tragique pour chanter l'imminente venue de la mort. Les livres de cette époque d'enquête sont Poemas de la consumación, Sonido de la guerra et Diálogos del conocimiento.
Aleixandre considérait La Destrucción o el Amor (Destruction ou Amour), Historia del Corazón (Histoire du Cœur) et Poemas de la Consumación (Poèmes de la Consommation) parmi ses meilleurs.

## Œuvres
- Ámbito (1928)
- Espadas como labios (1932)
- La destruccion o el amor (1933) — Prix national de Poésie 1934.
- Sombra del paraíso (1939-1943, publié à Madrid en 1944, Ombre du paradis, traduction française de Roger Noël-Mayer et Claude Couffon, avec une  introduction de Roger Noël-Mayer, Gallimard, 1980.
- Historia del corazón (1954)
- Los encuentros (1958) — en prose.
- En un vasto dominio (1962)
- Poemas de la consumación (1968)
- Sonido de la guerra (1972)
- Diálogos del conocimiento (1974)
- En gran noche (1991) — édition posthume avec des poèmes inédits.
- Jeanne Marie, Los caminos del alma / Les Chemins de l’âme - memoria viva de los poetas del 27’ mémoire vive des poètes de la Génération de 1927, éditions Paradigme Orléans.